# Teresa Brewer
Teresa Brewer, właśc. Theresa Veronica Breuer (ur. 7 maja 1931 w Toledo, zm. 17 października 2007 w New Rochelle) – amerykańska wokalistka jazzowa i popowa.

## Życiorys
Karierę artystyczną rozpoczęła już jako dwuletnia dziewczynka występując w programie radiowym. W radiowych audycjach dla dzieci śpiewała do czasu ukończenia szkoły podstawowej, a po przeprowadzce z Ohio do Nowego Jorku uczestniczyła w konkursach wokalnych.
Jej profesjonalna kariera rozpoczęła się, kiedy agent muzyczny Richie Lisella usłyszał jej śpiew i postanowił pokierować jej przyszłością. Wkrótce podpisała umowę z London Records. W 1949 nagrała płytę pt. Copenhagen wraz z Dixieland All-Stars. Na stronie „B” znalazł się utwór zatytułowany Music! Music! Music!, napisany przez Stephena Weissa i Berniego Bauma. W 1950 piosenka zajmowała pierwsze miejsca na listach przebojów i sprzedała się w ponad milionie egzemplarzy.
Jej debiut sceniczny miał miejsce na początku lat 50., kiedy to w 1952 wylansowała przebój Gonna Get Along Without Ya Now. W 1953 nagrała jeden ze swoich największych bestsellerów Till I Waltz Again With You. Krążek z piosenką rozszedł się w nakładzie 1,4 mln egzemplarzy, a sama piosenka utrzymała się przez trzy tygodnie na szczytach list przebojów.
W latach 60. powróciła na scenę – po przerwie, w czasie której poświęciła się wychowaniu dzieci. Na listy przebojów wprowadziła w tym okresie około 40. utworów. Występowała w programach telewizyjnych, m.in. The Ed Sullivan Show oraz audycjach Mela Tormé. W czasie swojej kariery współpracowała z takimi artystami, jak Count Basie czy Duke Ellington.